# Harold Osborn
Harold Marion Osborn (Butler, 13 de abril de 1899 – Champaign, 5 de abril de 1975) foi um atleta e bicampeão olímpico norte-americano. É até hoje o único atleta a ganhar uma medalha de ouro no decatlo e numa modalidade individual em Jogos Olímpicos.
Ganhou estas em medalhas em Paris 1924, vencendo o decatlo com um novo recorde mundial – 7710 pontos – e o salto em altura com um recorde olímpico – 1,98 m – que se manteve por doze anos, até Berlim 1936. Chamado pela imprensa de "Maior Atleta do Mundo", venceu o decatlo apenas quatro dias depois do salto em distância, em conduções extremamente duras de alta temperatura e muita humildade durante os dois últimos dias da competição.
Competiu no salto em altura também em Amsterdã 1928 e ficou para o desempate pelas medalhas de prata e bronze, quatro atletas com marcas iguais por duas medalhas, mas terminou apenas na quinta colocação. Depois de encerrar a carreira tornou-se osteopata e ajudou a treinar a equipe de atletismo da Universidade de Illinois.